# Poharșciîna, Lohvîțea
Poharșciîna (în ucraineană Погарщина) este localitatea de reședință a comunei Poharșciîna din raionul Lohvîțea, regiunea Poltava, Ucraina.

## Demografie
Componența lingvistică a localității Poharșciîna
     Ucraineană (98,14%)
     Rusă (1,75%)
     Alte limbi (0,12%)
Conform recensământului din 2001, majoritatea populației localității Poharșciîna era vorbitoare de ucraineană (98,14%), existând în minoritate și vorbitori de rusă (1,75%).